# Lindos (fill de Cèrcaf)
Segons la mitologia grega, Lindos (en grec antic: Λίνδος) va ser un rei de Rodes, fill de Cèrcaf i de Cidipa.
Juntament amb els seus germans Ialís i Camir va rebre del seu pare el govern de l'illa de Rodes, que acabava d'emergir de les aigües després del diluvi que va ordenar Zeus per acabar amb els telquins. Els tres germans van dividir l'illa en tres zones i van fundar cadascun d'ells, les respectives capitals, a les que van donar el seu nom, Camir a la ciutat de Camiros, Lindos la ciutat de Lindos, i Ialis a la de Ialisos.